# Droga wojewódzka 127
Die Droga wojewódzka 127 (DW 127) ist eine Woiwodschaftsstraße in Polen, die das angrenzende Dorf Porzecze und die Kleinstadt Dębno verbindet. Die Gesamtlänge beträgt 20 Kilometer. 
Die Straße führt durch die Woiwodschaft Westpommern und den Kreis Myślibórz.  